# Sùng Sơn
Sùng Sơn (tiếng Mãn: ᠴᡠᠩᡧᠠᠨ, chuyển tả: cungšan, tiếng Trung: 充善; bính âm: Chōngshàn, (1419 - 1467), cũng gọi là Đổng Sơn (tiếng Trung: 董山; bính âm: Dǒngshān), là một thủ lĩnh người Kiến Châu Nữ Chân thời nhà Minh, con trai của Mạnh Đặc Mục, chỉ huy của Tả vệ Kiến Châu. Đổng Sơn là kỵ nội của Nỗ Nhĩ Cáp Xích, người sáng lập ra nhà Hậu Kim của Trung Quốc. Sau khi nhà Thanh thành lập, ông được truy tôn là Thuần Hoàng đế.
Năm 1433, Mạnh Đặc Mục và anh trai của Sùng Sơn là A Cổ bị Dương Mộc Đáp Ngột và người Thất Tính Nữ Chân. Phó thủ lĩnh Tả vệ Kiến Châu là Phàm Sát thay anh trai kiểm soát. Sùng Sơn bị quân Thất Tính Nữ Chân bắt giữ và được cứu thoát nhờ công lao của Ha Nhi Thốc, chỉ huy quân Mao Liên Vệ. Năm 1437, ông báo cáo với triều đình rằng cha và anh trai ông đã bị giết. Nhà Minh đã bổ nhiệm Sùng Sơn đô chỉ huy sứ. Với sự ủng hộ của thuộc cấp, Sùng Sơn và Phàm Sát bắt đầu tranh giành ấn tín. Năm 1442, để giải quyết tranh chấp giữa Sùng Sơn và Phàm Sát, triều đình nhà Minh đã bổ sung thêm Hữu vệ Kiến Châu và thăng chức cho cả hai làm đô đốc. Sùng Sơn dùng ấn cũ để quản lý Tả vệ Kiến Châu, Phàm Sát dùng ấn mới để quản lý Hữu vệ Kiến Châu. Ông đã nhiều lần đến kinh đô để cống nạp và báo cáo tình hình của Tả Vệ. Năm 1458, sau cái chết của Phàm Sát, ông kế thừa và được thăng chức làm Hữu đô đốc. Năm sau, ông được thăng chức làm Tả đô đốc, thống nhất Kiến Châu Nữ Chân về như trước.
Sau khi ông mất, chức thủ lĩnh được giao lại cho con trai trưởng là Thỏa La.

## Gia quyến
- Con trai:

1. Thỏa La (妥罗, Tolo)
2. Thoả Nghĩa Mô (妥义谟, Toimo)
3. Tích Bảo Tề Thiên Cổ (锡宝齐篇古, Sibeoci Fiyanggū)
4. Bút Cổ A Khắc Địa Cốt (筆古阿克地骨, Biguak Diguggu)